# Anici Petroni Probe
Anici Petroni Probe (llatí: Flavius Anicius Petronius Probus)  (segle IV - valor desconegut)  va ser un polític de l'Imperi Romà d'Occident.

## Biografia
Membre de la gens Anicia, era fill de Sext Claudi Petroni Probe (cònsol el 371) i d'Anicia Faltonia Proba; els seus germans grans eren Anici Hermogenià Olibri i Anici Probí (cònsols el 395), i la seva germana era Anicia Proba.
El 395, és declarat qüestor elegit per l'emperador. El 406, Anici va ser cònsol al mateix temps que l'emperador d'Orient Arcadi. Un dels seus díptics consulars es conserva al Museo del tresor de la catedral d'Aosta, on també es representa a l'emperador Honori.
Probus era cristià.